# Sint-Gilliskerk (Sint-Gillis)
De Sint-Gilliskerk (Frans: Église Saint-Gilles) is een rooms-katholiek kerkgebouw uit de 19e eeuw gelegen in de Belgische gemeente Sint-Gillis in het Brussels Hoofdstedelijk Gewest.

## Geschiedenis
Van oorsprong was Sint Gillis een gehucht, genaamd  Obbrussel. Het gehucht maakte deel uit van de parochie Vorst. In 1216 mocht Hendrik I, hertog van Brabant en Lotharingen, hiervan een nieuwe parochie maken. Hij gaf toestemming een kerk te bouwen gewijd aan Sint Gillis. Rondom de kerk en  begraafplaats ontwikkelde zich daarna het dorp Obbrussel. 
In 1578 werd de kerk door de eigen inwoners verwoest ter voorkoming dat Spaanse troepen de kerk zouden gebruiken bij een belegering. In 1595 werd begonnen met de bouw van een tweede kerk op de plaats van de eerste. Het koor werd ingewijd in 1600. De kerk leed schade tijdens een zwaar bombardement van Brussel in 1695. Eenmaal gerestaureerd werd de kerk  vergroot. In 1823 kwam er een nieuwe toren.
In de tweede helft van de negentiende eeuw kende het dorp Sint-Gillis een sterke groei van de bevolking, aangezien Brussel een stadsuitbreiding had buiten haar stadsmuren. Hierdoor zagen de autoriteiten zich gedwongen de kerk te slopen en in 1868 een nieuwe te bouwen. 
De uitvoering om te bouwen werd toevertrouwd aan de stedenbouwkundige Victor Besme. Hij veranderde de richting van de kerk. Het koor werd naar het westen gericht, om zodoende beter aan te sluiten bij de Fortstraat. De bouw werd van 1867 tot 1875 onderbroken omdat de architect een geschil had met de kerkfabriek. De huidige kerk stamt uit 1878, en werd plechtig ingewijd op 12 april 1880.

## Bouwstijl
De kerk van Sint-Gillis is gebouwd in de eclectische stijl, een stijl die populair was in de negentiende eeuw. In wezen is deze geïnspireerd door de romaanse bouwkunst met elementen uit de Gotiek.

## Bron
- www.irismonument.be